# Кендзежавиці
Кендзежавиці (пол. Kędzierzawice) — село в Польщі, у гміні Насельськ Новодворського повіту Мазовецького воєводства.
Населення — 114 осіб (2011).
У 1975-1998 роках село належало до Цехановського воєводства.

## Демографія
Демографічна структура станом на 31 березня 2011 року:
|          | Загалом | Допрацездатний вік | Працездатний вік | Постпрацездатний вік |
| -------- | ------- | ------------------ | ---------------- | -------------------- |
| Чоловіки | 59      | 10                 | 44               | 5                    |
| Жінки    | 55      | 13                 | 27               | 15                   |
| Разом    | 114     | 23                 | 71               | 20                   |